# NGC 4895
NGC 4895 је лентикуларна галаксија у сазвежђу Береникина коса која се налази на NGC листи објеката дубоког неба.
Деклинација објекта је + 28° 12' 6" а ректасцензија 13h 0m 18,0s. Привидна величина (магнитуда) објекта NGC 4895 износи 13,2 а фотографска магнитуда 14,2. NGC 4895 је још познат и под ознакама UGC 8113, MCG 5-31-81, CGCG 160-249, DRCG 27-206, PGC 44737.